# 카라스 (애니메이션)
《카라스》(일본어: からす, 원제 鴉-KARAS)는 일본의 변신 장르에 속하는 6부작 오리지널 비디오 애니메이션 (약칭 OVA)이다.
타츠노코 프로덕션(일본어: 株式会社竜の子プロダクション, Tatsunoko Production)이 동사(同社)의 애니메이션 제작 40주년을 기념하기 위해 만들었다.  각각의 에피소드는 일본에서 2005년 3월 25일을 시작으로 2007년 8월 3일까지 유료 프로그램(pay per view)으로 텔레비전 방송되었고 그 후에 DVD로 발매되었다.  망가 엔터테인먼트(Manga Entertainment)사가 다시 이를 모아서 2장짜리 DVD 로 묶어 영어권시장에 발매하였다.
인간과 요괴가 공존하는 가상의 도쿄(東京) 신주쿠(新宿) 지역을 누비던 前 야쿠자, 오토하(Otoha)의 이야기가 중심 스토리이다.  그는 지역의 세력다툼에서 죽임을 당하지만 도시를 지키는 수호자인 카라스로 거듭난다.   특수한 자동차나 비행체, 무장전사로 변신할 수 있으며, 도쿄를 장악하려는 전대(前代) 카라스의 한 명인 호슌인 에코(鳳春院廻向)를 저지하는 사명을 받았다. 조연 캐릭터로 에코의 전 심복이었다가 배신한 미쿠라 누에(鵺),  다른 도시의 카라스인 호무라(炎) 등이 있다.
2006년 동경 애니메이션대회(Tokyo Anime Award)에서 뛰어난 2D, 3D 융합 기술을 선보이면서, 베스트 오리지널 비디오(Best Original Video) 상을 수상하였다.  전통과 현대사회의 충돌,  변모하는 인간들의 관계에 대해 설득력 있는 스토리를 보여주었지만, 관객들이 따라가기에 다소 난삽하다는 지적이 있다.

## 배경
처음에는 도쿄지역 전체를 다룰 계획이었지만 이미 너무 자주 사용되었다는 의견 때문에 수정되어, 가상의 신주쿠를 그 배경으로 삼았다. 아트 디자이너인 사토 하지메(佐藤　肇)는 동아시아 문화가 뒤섞인 모습을 보여주기 위해 곡선을 살린 한자와 함께 한글 간판이 붙어있는 거리장면을 썼으며 곳곳에 서구의 가고일(gargoyle)과 싱가폴의 머라이언(Merlion)을 적절히 배치함과 동시에  쇼와(昭和)시대의 분위기를 살리려고 애썼다.  바로 이곳이 인간과 요괴가 공존하는 곳,  카라스의 무대 신주쿠.  그곳에 사는 인간들은 요괴의 존재에 무관심하게 되었고, 살아가느라 바빠서 그들을 보려하지 않았다.
제작팀이 나타내려는 도시는 단순히 생명없는 공간이 아니라 하나의 생명체,  자신의 내부에서 벌어지는 활동을 규제하고 자신의 의지를 관철하는 물질적인 대리인(즉 카라스)을 필요로 하는 존재였다.

## 스토리
제작 책임자(film producer)는 다카야 이비야(伊平崇耶).  그의 원래 계획은 일종의 복수극(만화 《도로로》와 흡사한) 스타일의 호러물이었는데, 조금씩 줄거리에 손을 대다가 결국 수퍼히어로의 액션 스토리로 변경했다고 한다. 주인공 역시 오토하, 누에, 쿠레(인간 탐정)의 세 명으로 할 생각이었는데 마지막엔 오토하 한 명으로 결정되었다.
- 제 1 화 〈鴉開眼〉

밤을 잊은 거리 신주쿠. 서로 이웃이 되는 요괴의 존재를 잊고 사는 인간들. 옛날부터 서로 얽히는 이 두 세계의 질서는 유리네와 카라스에 의해서 지켜져 왔지만, 현재 그 밸런스는 크게 흔들리고 있다. 거리의 하인인 것을 그만두고 스스로의 존재를 알리기 시작한 에코. 신주쿠에 돌아온 기계화 요괴 미쿠라지만, 에코의 반대편에 선 누에. 연속되는 엽기살인의 배경에 에코가 조종하는 기계화 요괴 미쿠라(御座衆)의 냄새를 간파한 누에가 라이플을 들었을 때  또 하나의 요괴가 나타난다.
- 제 2 화 〈火炎輪〉

고속도로에서 발생하는 연속하는 괴기사건. 피해자의 사체에는 한 방울의 피도 남아 있지 않았다. 노련한 수사관은 현장에 남겨진 증거로부터 사건의 뒤에 “인간계 밖의 존재”가 관련되어 있음을 밝혀낸다. 한편, 새로운 카라스가 된 오토하는 원인 불명의 병에 시달리는 거리의 (평범한) 요괴들의 치료에 쫓기고 있었다. 요괴들의 건강을 관리하는 것은 거리의 수호자인 카라스의 또 하나의 역할이었다. 자신의 부하였다가 등을 돌린 누에가 거리로 돌아온 것을 안 에코는 고속도로를 거점으로 하는, 집사 와뉴도에게 그를 사로잡아오도록 명한다. 고속도로로 그를 꾀어내는 것에 성공한 와뉴도는 이것을 저지하기 위해 나타난 카라스와의 싸움에 져서 누에와 함께 폭발한다. 불길 중에서 나타난 것은 자신을 변신시키고 살아남은 누에였다.
- 제 3 화 〈滅 覚醒〉

누에와 동행한 요괴 소년 때문에 그를 죽이라는 유리네의 명령을 따르지 못하는 오토하. 과거를 버리고 카라스가 된 그에게 남아 있는, 그리고 그가 지워야 하는 기억이 있다. 캇파(河童)와 와뉴도(輪入道)를 잃고 본격적으로 카라스 말살에 나선 에코. 카라스 말살의 특명을 받은 카마이타치와 츠치구모는 신쥬쿠의 한 병원에 침입한다. 적의 책략으로 유리네를 잃자 오토하가 그녀와 맺은 계약은 무효가 되고(완전 무효는 아님) 그 순간, 본체 즉 인간으로서의 그가 눈을 뜬다.
- 제 4 화 〈人 乙羽〉

츠치구모는 유리네를 사로잡아 어디론가 사라졌다. 동시에 카마이타치를 쓰러뜨렸지만, 카라스 변신능력을 잃은 오토하는 본래의 인간으로서 잠에서 깨어났다.  형사들은 사건이 일어난 병원의 모니터에 (변신 전) 누에의 모습을 발견하고 그를 용의자로 지목하여 수사를 재개한다. 같은 무렵 도쿄의 이변을 조사하고 있는 다른 도시의 유리네, 카라스(호무라)도 활동을 개시한다. 그 와중에 오토하의 구원으로 살아난 누에는 동생을 찾기 위해 에코가 있는 곳으로 가지만......
- 제 5 화  〈幻想区〉

유리네에게 속박될 수밖에 없는 카라스의 숙명에서도 벗어난 에코의 다음 목적은 신주쿠의 개조였다. 신주쿠 거리에 갑자기 나타난 기계뿌리가 인간을 덮치기 시작한다. 뿌리요괴는 바로 에코의 몸을 변신시켜 도시의 지배자로 만들기 위한 거대한 에너지 공급 기계였다. 외부로부터 신주쿠를 차단하고 내부의 모든 인간들을 죽이려는 에코. 그 와중에도 신주쿠 경찰서장으로 변장해 있던 우시오니(牛鬼)는 정체를 드러내 사람들을 죽이게 되고.....
- 제 6 화 〈真 伝説〉

도쿄를 끝내려는 타 지역의 유리네와 카라스. 만일 사태가 수습되지 않을 경우 그들의 손에 의해 도쿄 그 자체가 파괴될 것이다. 새롭게 태어난 신주쿠의 유리네/카라스 팀. 그리고 오토하 카라스와 에코 카라스의 마지막 일전.

## 캐릭터 설정
| “                                 | 뉴욕에 스파이더맨이 있고, 고담시티에 배트맨이 있듯이, 이젠 일본도 자신의 영웅을 가져야 할 때이다. | ” |
| —사토 게이이치(Keiichi Sato) 감독 |                                                                                                   |   |

제작팀은 카라스가 단순한 변신 애니메이션 이상이 되기를 원했다.  복수심에 불타는 마징가 제트(Mazinger Z)의 주인공과 달리,  카라스의 주인공은 도시의 혼이 육체로 변한 것이기 때문에 자신의 뜻보다는 도시의 의도를 대행하는 것에 충실하다.  망가 엔터테인먼트는 카라스를 크로우(the Crow, 미국 만화 주인공)의 사이버펑크 버전으로 선전하고 있다.
카라스는 도시가 지명한 대행자의 직위를 가리킨다. 자동차, 비행체 등으로 변신가능(일종의 무장갑옷). 유리네가 신도주문을 외우면, 인간의 영혼과 무장갑옷이 일체화되어 마음대로 조종할 수 있다. 사토 감독은 애니메이션 작업자들에게 카라스의 얼굴을 어둡게 그려서 검은 이미지를 강하게 해달라고 주문하였다. 전투장면들은 대부분 어둠 속에서 발생하는 것으로 설정되었고, 빛은 주변부에서 희미하게 빛날 뿐이다. 작업자들은 모든 프레임을 손으로 작업하여 toon redering 과는 다른 효과를 만들어냈다. 카라스를 더 위협적으로 보이도록 하기 위해서 그 안에 전구를 킨 것처럼 눈을 빛나게 하였다.  제작자 이비라와 사토감독은 도쿄에서 흔히 볼 수 있는 까마귀로부터 그들을 도시의 에이전트로 설정하도록 착안을 얻었다.  미신에 따르면 까마귀는 복이나 반대로 불행을 가져다주며, 공중에서 관찰하듯이 도시를 날아다니거나 앉아있다. 이에 더하여 고양이의 경우를 적용하여 유리네를 catgirl로 설정하였다.
오토하(乙羽)는 카라스의 주인공이자 타츠노코 VS. CAPCOM의 플레이어 캐릭터. 어두운 밤을 지키는 사람(闇夜の番人)이다. 각본작가 요시다 신(吉田　伸)은 일본의 전통적인 히어로의 상에서 탈피하여 오토하를 어둡게 썼다. 신주쿠에 대한 자신의 관찰을 토대로, 어떤 타입의 영웅이 이 지역에 공포나 행복을 가져다줄 존재로 적당할까 질문한 끝에, 오토하를 야쿠자 보스인 자신의 (의형제)형과 어머니간의 근친상간 관계로 생긴 자식으로 그렸다. 배경에 깔리는 사이드 스토리에서 그는 통증에 무감각한 특이한 병을 앓고 있는 것으로 나오는데 이 때문에 형의 집행자로서 무자비한 악명을 얻는다. 나중에는 그 악명을 버려버리지만.... 원래의 컨셉으로는 어두운 이미지를 강조하기 위해 사랑하는 애인의 신체를 회수하기 위해 못된 짓만 일삼는 요괴를 쫓는 연쇄살인범으로 설정되었다. 배우 와다 소코(和田聰宏)는 오토하의 목소리 연기로 데뷰했다(영어버전은 Steve Staley이 담당).  현재 타츠노코 VS. CAPCOM에서도 플레이어 캐릭터로 등장(성우는 엔도 다이치(遠藤大智)로 바뀌었다).
호슌인 에코 (鳳春院廻向)는 오토하의 적(敵)이다.  에도시대(江戸時代)이래로 도쿄의 카라스였지만,  임무에 등을 돌리고 도시를 지배하는 계획을 세우기 시작.  몇몇의 요괴를 수하로 끌어들이고 인간마저 복종시키려 한다.  목소리연기는 사쿠라이 다카히로(櫻井 孝宏)와 매슈 릴러드(Matthew Lillard)가 일본어버전과 영어버전을 각각 담당.
미쿠라(御座)는 기꺼이 에코의 수하가 되어 자신의 신체를 기계와 바꾼 요괴를 말한다.  이비라와 사토는 이들을 카라스에 대적하다가 처단되는 악당으로 설정하였다.  비극적인 반(反)영웅이라고 할 수 있는 누에는 에코의 계획을 알고 그를 떠나는 독특한 캐릭터.  생물 디자이너인 안도 겐지(安藤賢司)가 요괴 디자인에서 참고한 것은 도리야마 세킨(鳥山 石燕)의 민속 일러스트집인 화보백귀야행(画図百鬼夜行). 극중 주요역할을 맡은 요괴들은 큰 변신능력을 갖추고 있다.  예컨대 와뉴도는 중무장을 한 바퀴와 해골형상으로,  소(牛)요괴인 우시오니(牛鬼)는 거대한 입과 튀어나온 눈을 하고 인간을 탐욕스럽게 집어삼키는 포식자로 변할 수 있다.

## 등장인물
이 작품에 등장하는 인물들을 소개한다.

## 주제가
- 엔딩 테마

〈selenite (セレナイト)〉 - 작사작곡: 루루티아(ルルティア, Rurutia),　편곡 : 루루티아 & 佐藤鷹
〈Under Fire〉 - 작사 : サシャ・アントニス ,  작곡：이케 요시히로(池頼広)

## 매체정보
| #  | 에피소드 타이틀         | 첫 방송    |
| -- | ----------------------- | ---------- |
| 01 | 카라스 각성 ( 鴉開眼 )  | 2005-03-25 |
| 02 | 불타는 바퀴 ( 火炎輪 )  | 2005-08-12 |
| 03 | 파괴의 각성 ( 滅 覚醒 ) | 2005-10-21 |
| 04 | 인간 오토하 ( 人 乙羽 ) | 2007-06-22 |
| 05 | 환상의 구역 ( 幻想区 )  | 2007-08-03 |
| 06 | 진실한 전설 ( 真 伝説 ) | 2007-08-03 |

일본판 에피소드들은 애니메이션 전문 유료채널인 〈Perfect Choice 160〉에서 2005년 3월 25일부터 2007년 8월 3일까지 차례로 방송되었고, 타츠노코사와 동아시아 담당 라이센서(중국어버전을 담당)는 여섯 장의 DVD를 한 묶음으로 패키지를 발매하였다.  수집가를 위한 특별판은 각 에피소드의 스토리보드를 담고 있는 하드커버책자를 제공한다.  망가 엔터테인먼트사는 각각 85분짜리 2장의 영어버전 DVD를 2006년 4월 24일 (The Prophecy),  2007년 10월 22일(The Revelation) 발매하였다.  이 DVD는 세 개의 에피소드들을 하나로 합친 것에 영어 보이스트랙을 담고 있다.  UMD(Universal Media Disc)판 카라스(Karas: The Prophecy)를 내놓기도 하였다. 컬럼비아 뮤직 엔터테인먼트(Columbia Music Entertainment) 이케의 음악을 2007년 10월 24일 24트랙짜리 오디오시디로 발매하였다.